# Форт Паунэлл
Форт Паунэлл (англ. Fort Pownall) — парк-мемориал на мысе Джеллисон, залив Пенобскот, штата Мэн, США, на месте которого в период с 1759 по 1775 год располагался форт.
В 1969 году мемориал включен в Национальный реестр исторических мест США.

## История

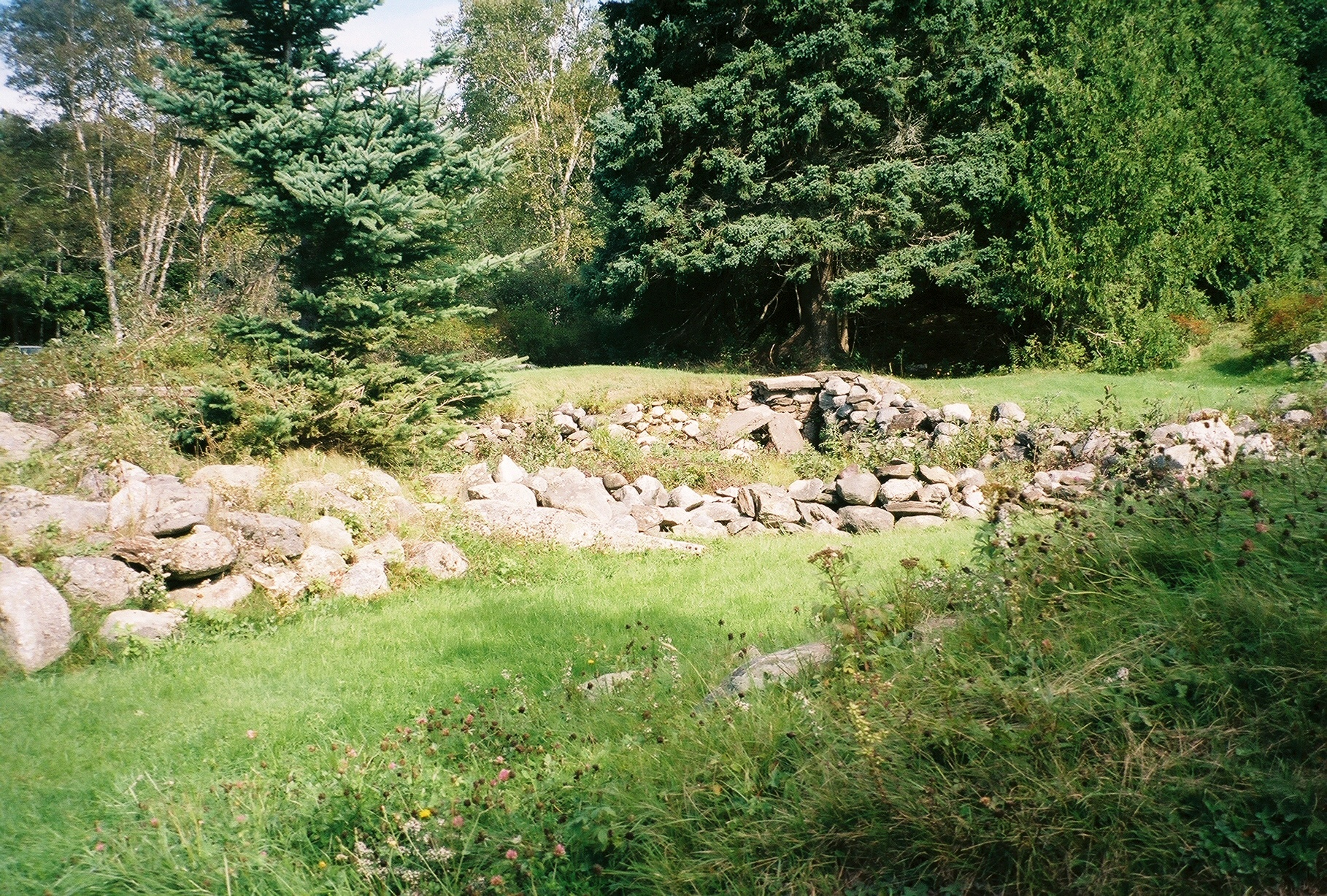
Остатки укрепления, 2005

Укрепление было основано в 1760 году губернатором Томасом Паунеллом для защиты европейских переселенцев от остатков племён индейцев.
Площадь укрепления составляла 0,5 км²., форт представлял собой блокгауз с 10-12 орудиями, окруженный рвом шириной 5 метров и глубиной 3 метра.
В 1775 году британские войска захватили пушки и порох. Позже полк солдат Континентальной армии сжег блокгауз и засыпал большую часть рвов, чтобы не допустить их использования англичанами.